# District de Nangade
Le district de Nangade est une subdivision administrative de la province de Cabo Delgado au nord du Mozambique. En 2015, sa population est de 71 588 habitants.

## Source de la traduction
- (en) Cet article est partiellement ou en totalité issu de l’article de Wikipédia en anglais intitulé « Nangade District » (voir la liste des auteurs).